# Alkyny

Alkyny

Alkyny (dříve alkiny) jsou uhlovodíky s minimálně jednou trojnou vazbou mezi atomy uhlíku v otevřeném řetězci. Triviálně se alkyny nazývají acetyleny podle nejjednoduššího zástupce acetylenu (ethynu). Názvy alkynů jsou zakončeny na -yn, jejich zbytky mají příponu - ynyl. Obecný vzorec pro alkyny je CnH2n-2. Trojná vazba je tvořena jednou vazbou σ a dvěma vazbami π.

## Chemické vlastnosti
Na rozdíl od alkanů jsou alkyny méně stabilní a jsou reaktivnější. Jsou poměrně kyselé, hodnota pKa se pohybuje mezi amoniakem (35) a ethanolem (16). Kyselost alkynů je způsobena relativně vysokou elektronegativitou sp orbitalu v porovnání s sp2 nebo sp3 orbitaly. Důsledkem toho je sigma vazebný orbital mezi sp hybridem uhlíku a s orbitalem vodíku lokalizován spíše okolo uhlíku, což dává vodíkovému atomu kladný parciální náboj.
Terminální alkyny reagují se silnými bázemi, např. sodíkem, amidem sodným nebo Grignardovými činidly za vzniku acetylidů kovů:
2 RC≡CH + 2 Na → 2 RC≡CNa + H2
nebo obecně:
RC≡CH + B → RC≡C− + HB+, kde B je silná báze.
Acetylidový anion je často využívaný v syntéze, protože je silně nukleofilní, a může se účastnit vytváření C-C vazby.

## Struktura
Uhlíkové atomy trojné vazby mají hybridizaci sp (každý má dva orbitaly p a dva sp hybridní orbitaly). Překryvem sp orbitalů vzniká σ vazba. Bočním překryvem p orbitalů vznikají dvě vazby π. Zbývající sp orbital každého atomu uhlíku je využit při tvorbě vazby s jinými atomy. Skupina -C≡C- je planární. Energie trojné vazby je vysoká (837 kJ/mol), délka vazby CC je 121 pm, což je podstatně méně než v případě alkenů (134 pm) nebo alkanů (153 pm).

## Terminální a vnitřní alkyny
Terminální alkyny mají minimálně na jednom sp uhlíku vázány atom vodíku, např. propyn.

propyn

Vnitřní alkyny mají na oba sp uhlíky vázané jiné atomy, nejčastěji další atomy uhlíku. Příkladem je pent-2-yn, který má na prvním sp uhlíku vázaný methyl a na druhém ethyl.

pent-2-yn

## Příprava
Alkyny se nejčastěji připravují dehydrohalogenací vicinálních alkyldihalogenidů nebo reakcí acetylidů kovů s primárními alkylhalogenidy.
Dále se dají alkyny vyrobit dehydrogenací alkenů (za přítomnosti katalyzátoru, nejčastěji platiny a zvýšené teploty).
Acetylen (ethyn) se dá také vyrobit reakcí karbidu (acetylidu) vápenatého s vodou:
CaC2 + 2 H2O → C2H2 + Ca(OH)2.

## Reaktivita alkynů
Alkyny mohou podléhat velké řadě chemických reakcí.
- Elektrofilní adice
- Cykloadice
- Nukleofilní substituce
- Nukleofilní adice
- Hydroborace
- Oxidace
- migrace alkynové skupiny po uhlovodíkovém řetězci